# Ryōya Ogawa
Ryōya Ogawa (小川 諒也 Ogawa Ryōya?, Tokio, 24 de noviembre de 1996) es un futbolista japonés que juega como defensa en el Kashima Antlers de la J1 League.

## Trayectoria

### Clubes
| Club                        | País     | Año       |
| --------------------------- | -------- | --------- |
| F. C. Tokyo                 | Japón    | 2015-2024 |
| J. League sub-22 (cedido)   | Japón    | 2015      |
| F. C. Tokyo sub-23 (cedido) | Japón    | 2016      |
| Vitória S. C. (cedido)      | Portugal | 2022-2023 |
| Sint-Truidense (cedido)     | Bélgica  | 2023-2024 |
| Sint-Truidense              | Bélgica  | 2024-2025 |
| Kashima Antlers             | Japón    | 2025-     |

## Palmarés

### Títulos nacionales
| Título         | Club        | País  | Año  |
| -------------- | ----------- | ----- | ---- |
| Copa J. League | F. C. Tokyo | Japón | 2020 |